# Bønnerup Strand
Bønnerup Strand ist ein Fischerort an der Nordküste der Halbinsel Djursland in Dänemark.

## Geografie
Der Ort liegt circa 20 km von Grenaa und 50 km von Randers entfernt. Das Umland ist stark bewaldet.

## Wirtschaft

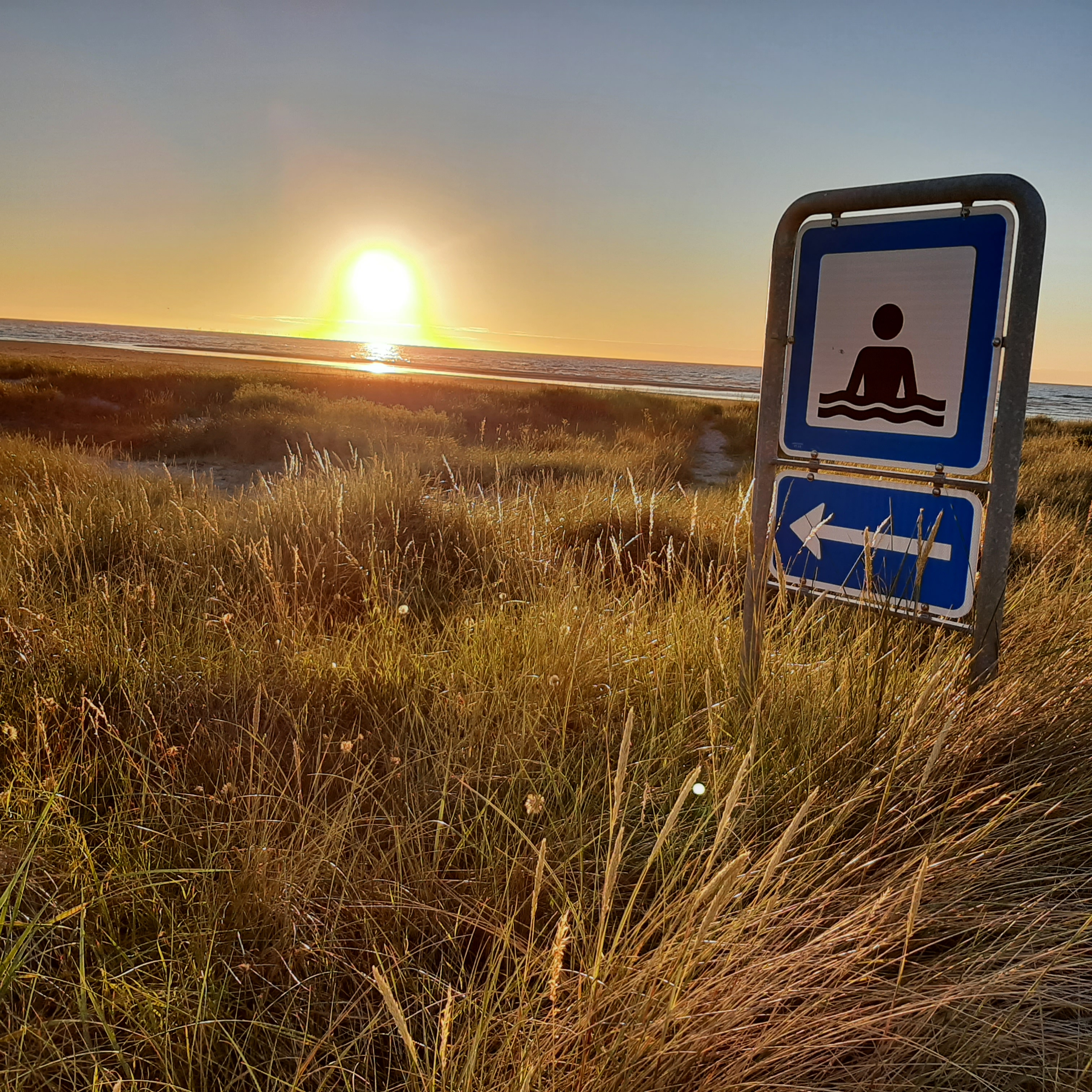
Badestelle westlich des Hafens Bønnerup Havn im Sommer 2022.

Haupteinnahmequelle des Ortes ist der Tourismus. Bemerkenswert ist der Yachthafen, auf dessen Molen sieben Windkraftanlagen stehen. Vorhanden sind ein Hotel und ein Lebensmittelgeschäft. Östlich des Ortes befindet sich eine Ferienhaussiedlung. Der Vergnügungspark Djurs Sommerland liegt landeinwärts etwa 15 Kilometer entfernt.

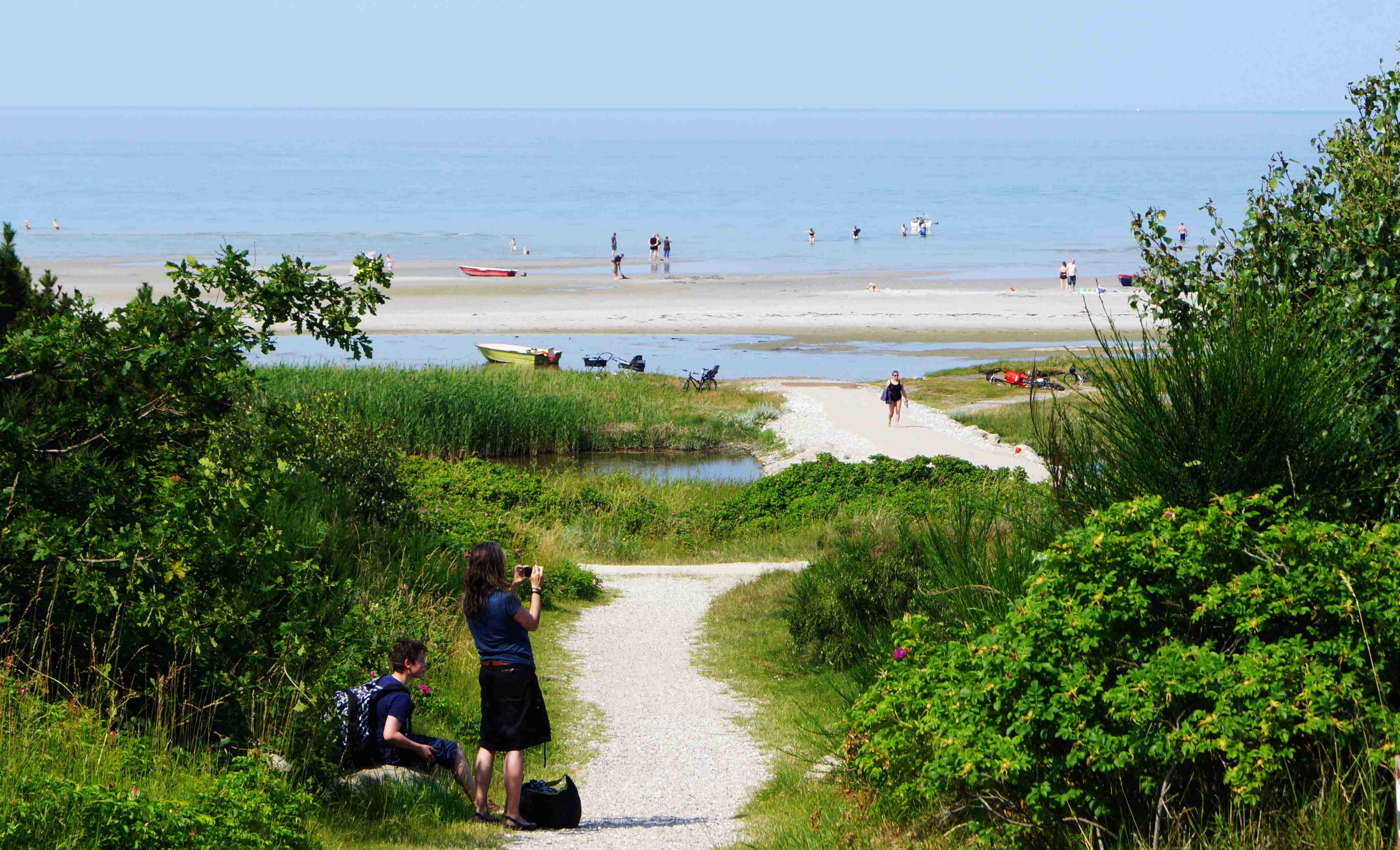
Blick auf den Strand
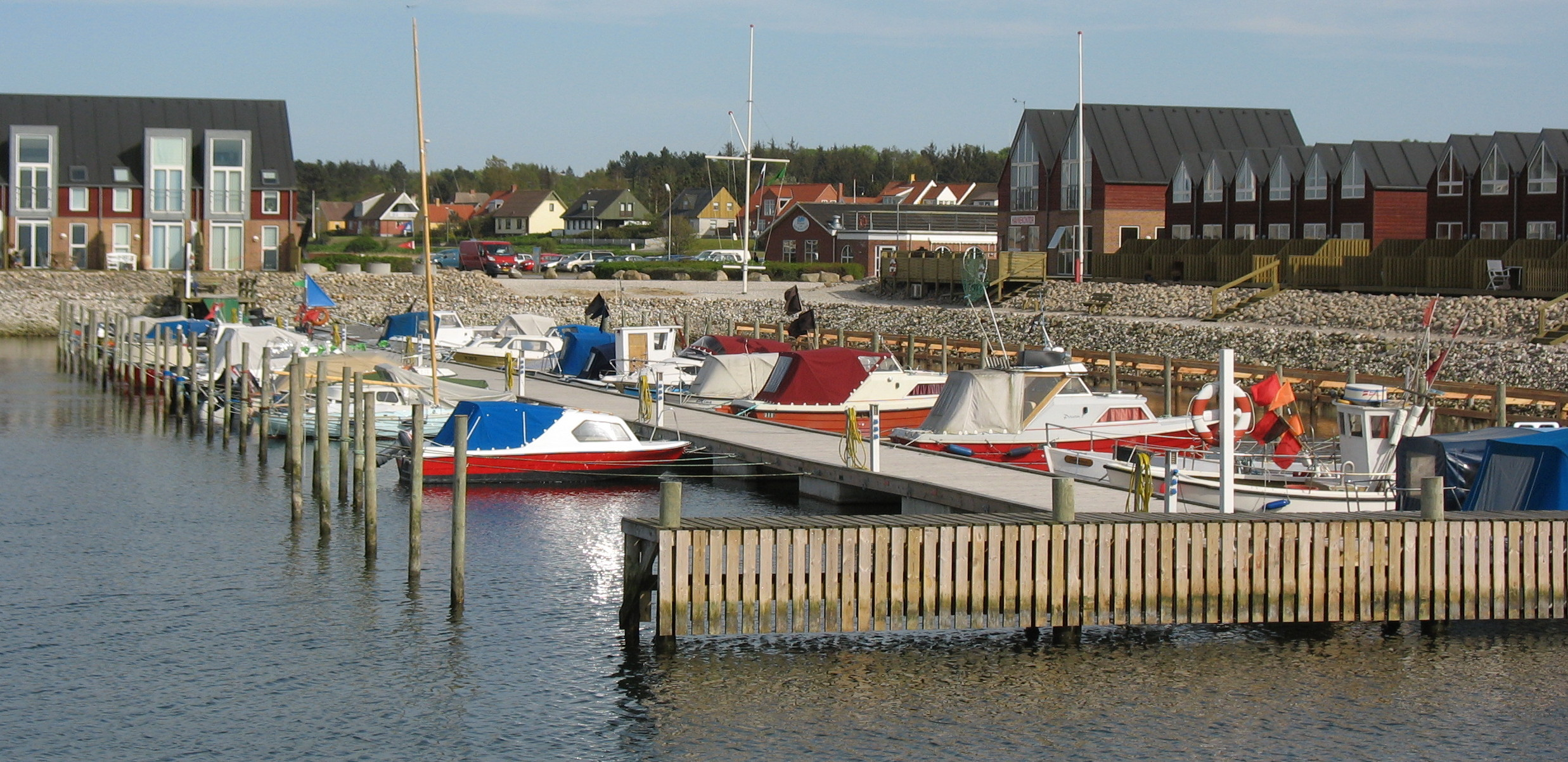
Hafen von Bønnerup Strand
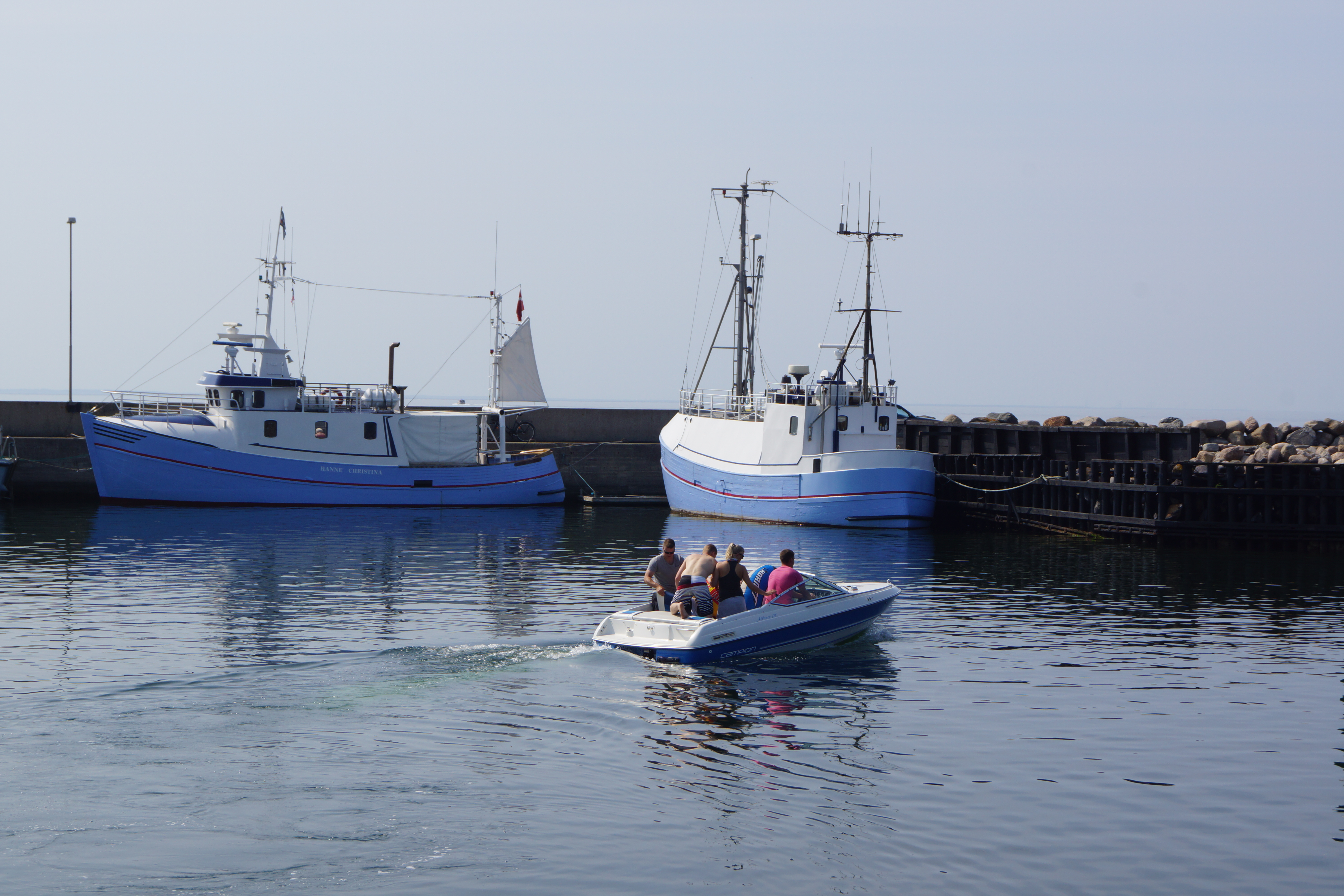
Kutter und Freizeitkapitäne
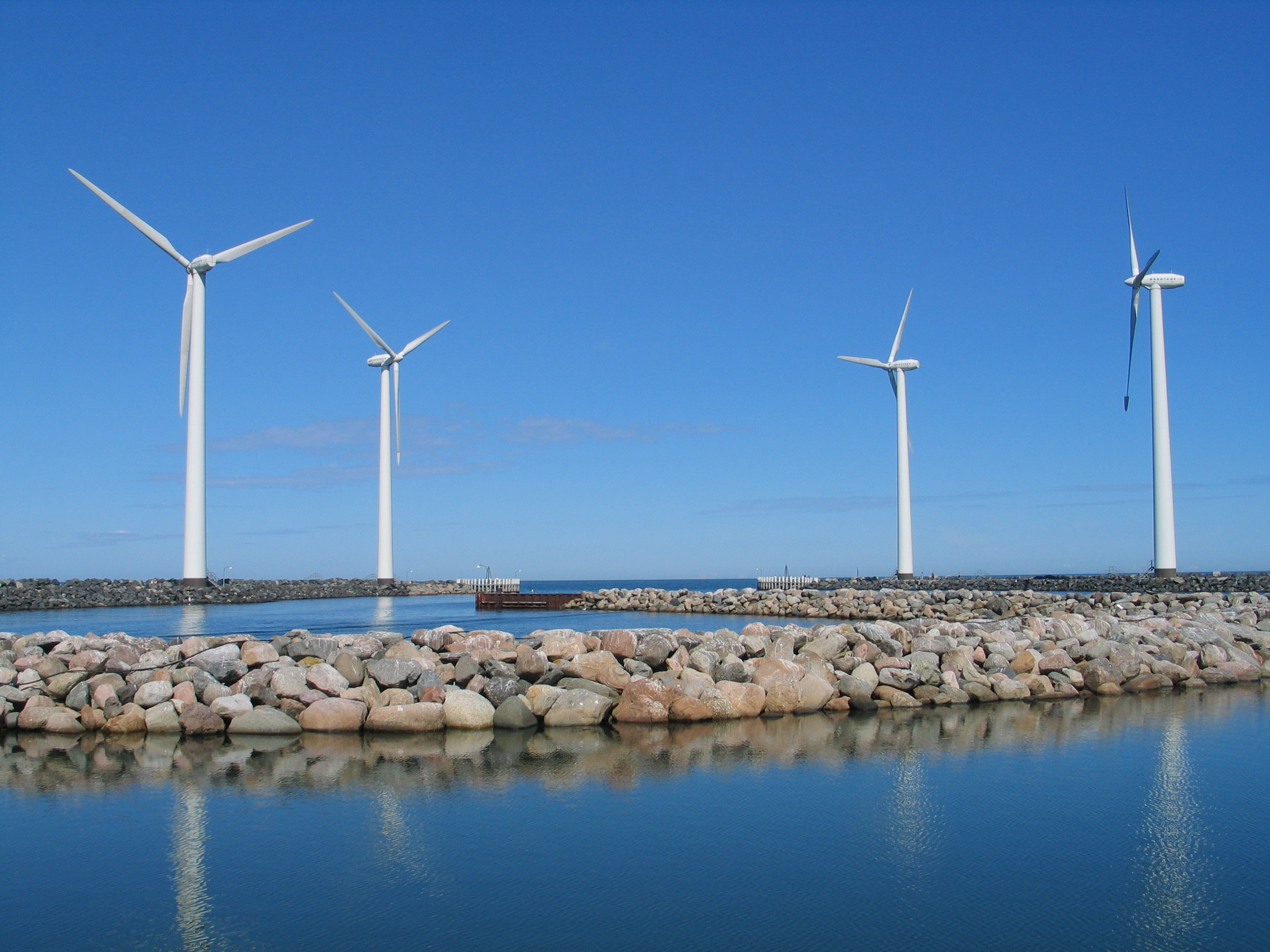
Windkraftanlagen